# فرودگاه بین‌المللی یانتای لایشان
فرودگاه بین‌المللی یانتای لایشان  (به انگلیسی: Yantai Laishan International Airport) یک فرودگاه همگانی / نظامی با کد یاتا YNT است . این فرودگاه در کشور چین قرار دارد و در ارتفاع ۱۸ متری از سطح دریا واقع شده است.